# Emerico di Quart
Emerico di Quart, oppure in francese Éméric de Quart, (Quart, 1250 circa – Aosta, 1º settembre 1313) è stato un vescovo cattolico italiano, venerato come beato dalla Chiesa cattolica.

## Biografia

### I primi anni e la vita da eremita
Éméric ou Aymeri de Quart nacque nel castello di Quart verso la metà del Duecento da nobili origini. Era figlio di Zacharie detto Jacques II (citato tra il 1231 e il 1281), signore di Quart, il cui lignaggio risale all'antica e nobile casa aostana detta « de la Porte Saint-Ours », che all'epoca aveva già dato tre vescovi ad Aosta. Suo fratello maggiore Jacques III assicurava la discendenza, mentre suo fratello Aimone (Aymon de Quart) diventerà vescovo di Ginevra. I suoi due altri fratelli erano Henri, prevosto della cattedrale di Aosta dal 1288 al 1318, e Guillaume, arcivescovo. Studiò teologia. Acquisito il titolo di dottore, tornò nel castello, ma, a disagio per lo stile di vita del posto, si spostò in un luogo nei pressi di Quart, l'attuale Valsainte, dove condusse una vita da eremita, dedicandosi alla preghiera, alla contemplazione cristiana ed alla penitenza. Qui è sorto in seguito l'eremo del Beato Emerico, meta di pellegrinaggi, dedicato al beato; una leggenda afferma che le tracce delle ginocchia del beato Emerico di Quart siano rimaste impresse nella roccia.

### Vescovo di Aosta
Non si sa se dopo questa fase da eremita Emerico sia entrato tra i canonici della collegiata di Sant'Orso, o sia diventato suddiacono nel capitolo della Cattedrale. In ogni caso alla morte del vescovo Nicola I Bersatori, avvenuta nel 1301, il futuro beato venne scelto come suo successore. Venne consacrato alla fine di quell'anno a Biella dal vescovo di Vercelli, Aimone di Challant.
Fu vescovo dal 1302 al 1313. Nel suo episcopato, Emerico di Quart scrisse il Liber censum, una descrizione dei costumi feudali in Valle d'Aosta che si rivelerà utile agli storici convocò un Sinodo diocesano nel 1307, fece costruire delle chiese ed istituì nel 1311 una festa del concepimento della Vergine Maria. Docile ma inflessibile al male, e con modi garbati, il vescovo morì il 1º settembre 1313, e venne sepolto nella cattedraledi Aosta.

## Il culto
Per sua intercessione avvennero vari miracoli attraverso i secoli, e si può dire che è stato nominato beato "a furor di popolo" e di clero: infatti, i vescovi di Aosta approvarono sempre il culto di Emerico. Il culto e il titolo di beato vennero però confermati ufficialmente solo il 14 luglio 1881, quando papa Leone XIII emise un decreto dopo un regolare processo canonico. Per tradizione gli ammalati, soprattutto se piccoli, vengono portati per ricevere una benedizione alla sua tomba, e il beato veniva invocato nei parti difficili. Nella sua parrocchia di origine, quella di Quart, dove è particolarmente venerato, viene festeggiato il 1º settembre.
Il Martirologio Romano lo ricorda così:
(Martirologio Romano, 1º agosto)